# 笠井孝悦
笠井 孝悦（かさい たかよし、1947年5月22日 - ）は、日本の実業家。新京成電鉄第9代代表取締役社長。

## 来歴・人物
東京都出身。早稲田大学第一政治経済学部卒業。
1970年京成電鉄入社。2004年常務、2007年専務を経て、2008年新京成電鉄副社長。2012年、片岡遼一の後を受けて同社長に就任。2016年会長。2023年、旭日中綬章受章。